# All of the Girls You Loved Before
«All of the Girls You Loved Before» (lit. ‘Totes les noies que has estimat abans’) és una cançó de la cantautora estatunidenca Taylor Swift publicada el 17 de març del 2023.

## Història
La cançó es va gravar inicialment el febrer del 2019 per a incorporar-la al setè àlbum d'estudi de Taylor Swift, Lover, però més tard va desdir-se'n i va decidir no incloure-la al disc. La seva existència va mantenir-se secreta fins al març del 2020, quan el lloc web Taylor’s Inner Circle en va revelar informació a la xarxa sota el títol simple All of the Girls.
A l'inici del 2023, un àudio de baixa qualitat d'una versió de demostració de la cançó es va filtrar en línia, primer partit en clips curts i després sencer.

## Publicació
El 16 de març del 2023, la vigília de l'inici del The Eras Tour, la cantant va anunciar-ne el llançament oficial l'endemà mateix, juntament amb tres regravacions de cançons anteriors: Eyes Open, If This Was a Movie i Safe & Sound. Així doncs, el 17 de març del 2023 la cançó es va publicar a les plataformes de reproducció en línia dins de l'àlbum Lover i de l'EP promocional The More Lover Chapter.
Unes deu hores després de la publicació, va assolir el número u a la llista d'iTunes dels Estats Units.

## Rerefons
Aparentment, la cançó tracta sobre el passat romàntic de la seva parella actual, l'actor britànic Joe Alwyn, quan Swift agraeix els seus amors anteriors per fer-lo la persona que és avui.